# Fengzhuang (socken i Kina, Henan)
Fengzhuang (kinesiska: 冯庄, 冯庄乡) är en socken i Kina. Den ligger i provinsen Henan, i den centrala delen av landet, omkring 78 kilometer öster om provinshuvudstaden Zhengzhou. Antalet invånare är 32 729. Befolkningen består av 15 982 kvinnor och 16 747 män. Barn under 15 år utgör 24,0 %, vuxna 15-64 år 67 %, och äldre över 65 år 8,0 %.
Genomsnittlig årsnederbörd är 833 millimeter. Den regnigaste månaden är juli, med i genomsnitt 193 mm nederbörd, och den torraste är januari, med 4 mm nederbörd.